# چهار شگفت‌انگیز (بازی ویدئویی ۲۰۰۵)
چهار شگفت‌انگیز (به انگلیسی: Fantastic 4) یک بازی ویدئویی در سبک اکشن و ماجراجویی است که بر اساس فیلمی به همین نام در سال ۲۰۰۵ ساخته، و توسط اکتیویژن منتشر شده‌است.